# Xylopteryx amieti
Xylopteryx amieti là một loài bướm đêm trong họ Geometridae.